# Kanton Loudéac
Der Kanton Loudéac (bretonisch Kanton Loudieg) ist seit 1790 ein französischer Wahlkreis im Arrondissement Saint-Brieuc, im Département Côtes-d’Armor in der Region Bretagne; sein Bureau centralisateur befindet sich in Loudéac.

## Geschichte
Der Kanton entstand am 15. Februar 1790. Von 1801 bis 2015 gehörten sechs Gemeinden zum Kanton Loudéac. Mit der Neuordnung der Kantone in Frankreich stieg die Zahl der Gemeinden 2015 auf 11. Vier der sechs bisherigen Gemeinden wechselten zum Kanton Mûr-de-Bretagne. Zu den verbleibenden zwei Gemeinden des alten Kantons Loudéac kamen noch alle 9  Gemeinden des bisherigen Kantons La Chèze hinzu.

## Lage
Der Kanton liegt im Süden des Départements Côtes-d’Armor.

## Gemeinden

### Kanton Loudéac seit 2015
Der Kanton besteht aus acht Gemeinden mit insgesamt 18.712 Einwohnern (Stand: 1. Januar 2022) auf einer Gesamtfläche von 274,00 km²:
| Gemeinde                       | Bretonisch            | Einwohner (2022) | Fläche (km²) | Code postal | Code Insee |
| ------------------------------ | --------------------- | ---------------- | ------------ | ----------- | ---------- |
| La Chèze                       | Kez                   | 572              | 2,53         | 22210       | 22039      |
| La Prénessaye                  | Perenezeg             | 870              | 16,97        | 22210       | 22255      |
| Loudéac                        | Loudieg               | 9.875            | 80,24        | 22600       | 22136      |
| Plémet                         | Plezeved              | 3.751            | 56,64        | 22210       | 22183      |
| Plumieux                       | Pluvaeg               | 1.654            | 73,29        | 22210       | 22241      |
| Saint-Barnabé                  | Sant-Barnev           | 1.219            | 22,75        | 22600       | 22275      |
| Saint-Étienne-du-Gué-de-l’Isle | Sant-Stefan-ar-Rodouz | 372              | 14,91        | 22110       | 22288      |
| Saint-Maudan                   | Sant-Maodan           | 399              | 6,67         | 22600       | 22314      |
| Kanton Loudéac                 | Loudieg               | 18.712           | 274,00       | -           | 2209       |

### Veränderungen im Gemeindebestand seit der landesweiten Neuordnung der Kantone
2025: Fusion Plumieux, Le Cambout und Coëtlogon → Plumieux
2016: Fusion La Ferrière und Plémet → Les Moulins

### Kanton Loudéac bis 2015
Der Kanton Loudéac umfasste sechs Gemeinden:
| Gemeinde       | Bretonisch   | Einwohner | Fläche in km² | Code postal | Code Insee |
| -------------- | ------------ | --------- | ------------- | ----------- | ---------- |
| Hémonstoir     | Henvoustoer  | 708       | 14,03         | 22600       | 22075      |
| La Motte       | Ar Voudenn   | 2.159     | 43,03         | 22600       | 22155      |
| Loudéac        | Loudieg      | 9.875     | 80,24         | 22600       | 22136      |
| Saint-Caradec  | Sant-Karadeg | 1.132     | 21,94         | 22600       | 22279      |
| Saint-Maudan   | Sant-Maodan  | 399       | 6,67          | 22600       | 22314      |
| Trévé          | Treve        | 1.680     | 26,63         | 22600       | 22376      |
| Kanton Loudéac | Loudieg      | 15.703    | 195,11        | -           | 2209       |

### Bevölkerungsentwicklung des alten Kantons bis 2015
| 1962   | 1968   | 1975   | 1982   | 1990   | 1999   | 2006   | 2012   |
| ------ | ------ | ------ | ------ | ------ | ------ | ------ | ------ |
| 10.619 | 11.750 | 13.756 | 14.930 | 15.166 | 14.650 | 15.291 | 15.625 |

## Politik
| Vertreter im conseil général des Départements | Vertreter im conseil général des Départements | Vertreter im conseil général des Départements |
| Amtszeit                                      | Name                                          | Partei                                        |
| --------------------------------------------- | --------------------------------------------- | --------------------------------------------- |
| 1967–1985                                     | Pierre Étienne                                | DVD                                           |
| 1985–1992                                     | Didier Chouat                                 | PS                                            |
| 1992–1998                                     | Pierre Étienne Jr.                            | DVD                                           |
| 1998–2004                                     | Jean Buchon                                   | PS                                            |
| 2004–2015                                     | Gérard Huet                                   | Unabhängiger                                  |
| 2015–2021                                     | Béatrice Boulanger Romain Boutron             | LR                                            |
| 2021–                                         | Béatrice Boulanger Romain Boutron             | LR                                            |